# Sepiolita
La sepiolita es un mineral del grupo VIII (Filosilicatos), según la clasificación de Strunz de fórmula química Mg4Si6O15(OH)2·6H2O. Cristaliza en sistema ortorrómbico y posee una dureza de 2 en la Escala de Mohs. Presenta fractura concoidea, exfoliación ausente, brillo opaco y raya blanca.
Conocido también con el nombre alemán Meerschaum ("espuma de mar"), este mineral fibroso posee unas características físicas que lo hacen muy adecuado para el labrado de figuras y objetos ornamentales, actividad que se ha llevado a cabo con gran destreza en algunos de los países en los que se encuentran los yacimientos más importantes. Sin embargo, como piedra preciosa tiene un valor relativamente bajo debido a su escasa dureza.

## Forma y aspecto
La disposición de los elementos que forman parte de su composición química en la red cristalina es la responsable de la enorme porosidad de la sepiolita. En realidad, es como una esponja rígida cuyo interior está atravesado por una enorme cantidad de tubos y galerías huecas que hacen disminuir al mínimo la densidad del mineral y permiten que, sorprendentemente, flote en el agua. 

### Colores
Pese a que el color más habitual de la sepiolita es el blanco, también es posible encontrar ejemplares cuya pigmentación muestre tonalidades grisáceas, rosadas, verdosas, amarillentas, azuladas e incluso rojizas. Sin embargo, muchos de estos colores dependen directamente de las sustancias que hayan sido absorbidas por el mineral. Otro cambio de coloración se observa también como consecuencia del uso de los objetos elaborados mediante el labrado. Uno de los más frecuentes son las pipas y las boquillas de fumador, que acaban adquiriendo tintes amarillentos debido a los líquidos que produce la combustión del tabaco.

## Formación
La formación de este mineral se puede producir en dos situaciones diferentes, aunque ambas están relacionadas con la infiltración del agua entre los sedimentos del suelo. La primera de ellas tiene lugar en la superficie. El agua rica en magnesio se filtra en el suelo y va depositando su carga mineral. Al desecarse debido a cambios en la climatología de la región forma lo que se conoce como paleosuelos o suelos antiguos formados en buena medida por sepiolita. La segunda situación es algo distinta, ya que el material rico en magnesio no es el agua que se infiltra sino la arcilla que forma el estrato geológico. Este proceso de formación se produce a mayor profundidad que el anterior, pero también depende de las condiciones de aridez reinantes en la zona.

## Aplicaciones industriales
Debido a su enorme porosidad, característica que reduce en gran medida su densidad, la sepiolita se utiliza habitualmente como absorbente industrial. Así, interviene en la producción de diferentes materiales de construcción entre ellos algunos tipos especiales de morteros o cementos. Por otra parte, al presentar los canales interiores rellenos de aire, actúa como un buen aislante térmico de superficies, aplicación para la que también se ha empleado.
Se usa en los lodos bentoníticos como sustituta de la bentonita en la perforación de terrenos con presencia de agua salada y que están a altas temperaturas. 
Sin embargo, donde ha mostrado tener una utilidad sorprendente es en los trabajos de eliminación de hidrocarburos, entre ellos la limpieza de las manchas de petróleo que cubren la superficie marina tras un derrame de crudo debido a un accidente en la navegación. La sepiolita absorbe el petróleo y lo mantiene en flotación, permitiendo así una retirada más sencilla del mismo.
También es utilizado por los cuerpos de emergencia para absorber hidrocarburos derramados como consecuencia de accidentes de vehículos en la vía pública o en las competiciones automovilísticas para absorber derrames de aceite que pudiera haber en la pista, creando una especie de masa sólida fácilmente retirable con el uso de escobas.
Por sus propiedades absorbentes la sepiolita también se utiliza directamente como cama para gatos. El 80% de la producción española de sepiolita se destina a este fin.

## Reactividad
Además de sus propiedades higroscópicas, debido a la abundancia de grupos hidroxilo libres, estos pueden reaccionar como nucleófilos frente a grupos electrófilos fuertes tales como el isocianato, para dar lugar a híbridos organo-minerales.

## Usos como gema
Además de collares, camafeos, sellos y otros objetos decorativos, el uso más extendido de la sepiolita como gema es el de la confección de pipas de espuma de mar. En las pipas, el color blanco inicial de la espuma de mar se torna color crema caramelizado con el uso. Todavía hoy es una artesanía viva en Turquía, donde existen grandes explotaciones de este mineral.
En algunos museos de Viena y de otras ciudades europeas pueden admirarse magníficas colecciones de pipas y boquillas bellamente labradas, algunas de gran barroquismo, que reproducen todo tipo de escenas, figuras y cenefas.

## Dónde se encuentra
Los principales países productores de sepiolita son Turquía, Grecia, Marruecos, España, Tanzania y Estados Unidos.
La dependencia de procesos de evaporación del agua del suelo hace que los minerales más importantes se localicen en regiones de clima relativamente árido, y entre ellas posee importancia especial la cuenca del mar Mediterráneo. Los principales yacimientos se encuentran en Eskişehir, Turquía. Les siguen en importancia los de Samos (Grecia), Marruecos y la península ibérica. 

### El yacimiento de Madrid
Una de las zonas más ricas en sepiolita de la península ibérica se localiza en la Comunidad de Madrid. La gran acumulación de sepiolita en esta región se debe directamente a los procesos de erosión sufridos por la gran cordillera desde su formación. Los materiales erosionados y transportados por el agua se fueron acumulando en una porción de la cuenca del río Tajo, donde quedaron sometidos a los procesos de compactación. Posteriormente, procesos de percolación e infiltración de aguas carbonatadas dieron origen a la precipitación de grandes cantidades de sepiolita en los estratos formados por arcillas ricas en magnesio.